# Eilmer de Malmesbury
Eilmer de Malmesbury (também conhecido como Oliver devido a uma cópia incorreta de um escriba, ou Elmer ou Æthelmær) era um monge beneditino inglês do século XI, mais conhecido por sua tentativa de voar usando asas.

## Vida
Eilmer era um monge da Abadia de Malmesbury e é conhecido por ter escrito sobre astrologia. Tudo o que se sabe dele é contado no Gesta regum Anglorum (feitos dos reis ingleses), escrito pelo eminente historiador medieval Guilherme de Malmesbury por volta do ano 1125. Sendo um colega monge da mesma abadia, Guilherme quase certamente obteve seu relato diretamente de pessoas que conheceram o próprio Eilmer quando ele era velho.
Estudiosos posteriores, como o historiador norte-americano Lynn White, tentaram estimar a data de nascimento de Eilmer com base em uma citação dos feitos de Guilherme em relação ao cometa Halley, que apareceu em 1066. A dificuldade reside no fato de que Guilherme registrou o que Eilmer disse não para estabelecer a sua idade, mas para mostrar que a sua profecia foi cumprida no final daquele ano, quando os normandos invadiram a Inglaterra.
Você veio, não é? - Você veio, sua fonte de lágrimas para muitas mães. Faz muito tempo que eu não te vi; mas como eu vejo você agora, você é muito mais terrível, pois vejo você brandindo a queda do meu país.
Se Eilmer tivesse visto o cometa de Halley 76 anos antes, em 989, ele poderia ter nascido por volta do ano 984, fazendo com que tivesse cinco ou seis anos quando viu o cometa pela primeira vez, idade suficiente para se lembrar dele. No entanto, a periodicidade dos cometas era provavelmente desconhecida no tempo de Eilmer, sendo assim, a sua observação "Faz muito tempo que eu não vi você" poderia ter se referido a um cometa diferente, posterior. Como se sabe que Eilmer era um "homem velho" em 1066 e que ele havia tentado o voo "em sua juventude", o evento ocorreu algum tempo durante o início do século XI, talvez em sua primeira década.

## O voo
Guilherme registra que, na juventude de Eilmer, ele havia lido e acreditado na fábula grega de Dédalo. Assim, Eilmer fixou as asas nas mãos e nos pés e se lançou do topo de uma torre na Abadia de Malmesbury:
Ele era um homem instruído para aqueles tempos, em idade avançada e, em sua juventude, havia arriscado um feito de notável ousadia. De certa forma, eu mal sei como, ele apertava as asas nas mãos e nos pés para que, confundindo a fábula com a verdade, pudesse voar como Dédalo e, através da brisa no cume de uma torre, voou por mais de um furlong [201 metros]. Mas agitado pela violência do vento e pela agitação do ar, bem como pela consciência de sua tentativa precipitada, ele caiu, quebrou as duas pernas e ficou coxo para sempre. Ele costumava relacionar a causa de seu fracasso ao esquecimento de se dar uma cauda.
Dada a geografia da abadia, seu local de pouso e o relato de seu voo, para viajar por "mais do que um furlong" (220 jardas, 201 metros), ele teria que ter estado no ar por cerca de 15 segundos. Seu percurso exato não é conhecido nem por quanto tempo ele esteve no ar, porque a abadia de hoje não é a abadia do século XI, quando era provavelmente menor, embora a torre estivesse provavelmente próxima da altura atual. "Olivers Lane", na atual rua principal e a cerca de 200 metros da abadia, tem a reputação de ser o local onde Eilmer aterrissou. Isso o levaria a muitos prédios. O estudo de Maxwell Woosnam concluiu que é mais provável que ele tenha descido a colina íngreme ao sudoeste da abadia, em vez do centro da cidade ao sul.
Para executar a manobra de deslizar para baixo contra a brisa, utilizando a gravidade e o vento, Eilmer empregou um aparelho parecido com um pássaro deslizante. No entanto, sendo incapaz de se equilibrar para frente e para trás, como um pássaro faz através dos movimentos leves de suas asas, cabeça e pernas, ele precisaria de uma cauda grande para manter o equilíbrio. Eilmer não pode ter conseguido um voo verdadeiramente alto, de qualquer forma, mas ele pode ter deslizado para baixo em segurança se tivesse uma cauda. Depois, Eilmer observou que a causa de seu acidente foi que "ele havia esquecido de se dar uma cauda".

## Tradições históricas e influência
Além do relato de Guilherme sobre o voo, nada sobreviveu ao trabalho vitalício de Eilmer como monge, embora seus tratados astrológicos aparentemente ainda tenham circulado no final do século XVI.
Com base no relato de Guilherme, a história do voo de Eilmer foi recontada muitas vezes ao longo dos séculos por estudiosos, enciclopedistas e defensores do voo de propulsão humana, mantendo viva a ideia do voo humano. Isso inclui, ao longo dos anos: Helinando de Froidmont (antes de 1229), Alberic de Trois-Fontaines (antes de 1241), Vicente de Beauvais (1250), Roger Bacon (c. 1260), Ranulf Higden (antes de 1352) e o primeiro a chamar ele de "Oliver") e os tradutores de inglês de seu trabalho: Henry Knighton (antes de 1367), John Nauclerus de Tübingen (c. 1500), John Wilkins (1648), John Milton (1670) e John Wise (1850).
Mais recentemente, Maxwell Woosnam, em 1986, examinou em mais detalhes os aspectos técnicos, como materiais, ângulos de planador e efeitos do vento.
Eilmer caracterizou o espírito inquisitivo dos entusiastas medievais que desenvolveram pequenos helicópteros de brinquedo com cordão, moinhos de vento e velas sofisticadas para barcos. Além disso, os artistas da igreja mostraram cada vez mais anjos com representações cada vez mais precisas de asas semelhantes a pássaros, detalhando a curvatura da asa que seria benéfica para gerar as forças de elevação que permitem que um pássaro - ou um avião - voe. Esse clima de pensamento levou a uma aceitação geral de que o ar era algo que poderia ser "trabalhado". Voar, portanto, não era mágico, mas poderia ser alcançado pelo esforço físico e pelo raciocínio humano. No entanto, embora Eilmer pareça ter sido um indivíduo curioso e um afiado astrólogo, sua observação científica dos céus teria sido colorida por uma consciência distintamente medieval do cosmos e da posição dos seres humanos nele. Como monge localizado na Abadia de Malmesbury, no século XI, ele não teria ignorado a necessidade de guardar e estabilizar a alma para o seu voo na vida após a morte; as diferenças entre corpos angelicais e humanos; o peso do pecado e a antinaturalidade da carne mortal ascendente.

## Legado
A Escola de Engenharia Mecânica e de Mineração da Universidade de Queensland, em Brisbane, na Austrália, desenvolveu um código de simulação da fluidodinâmica computacional chamado Eilmer4.